# سي دي (أمر)
cd (تتواجد أحيانًا باسم chdir كاختصار لchange directory) أمر في واجهة سطر الأوامر لتغيير دليل العمل الحالي في أنظمة التشغيل كيونيكس وأو إس/2 وويندوز وجنو/لينكس. يمكن أيضًا استخدام الأمر في سكربتات شل وملفات باتش.
أيضًا chdir استداع نظام يغير دليل العمل الحالي، معرّف في POSIX. أيضًا CHDIR() دالة فيجوال بيسك تغير دليل العمل الحالي.
في ويندوز يمكن تغيير مجلد العمل أيضًا بكتابة اسم الدليل مُجردًا. على سبيل المثال، إذا كان المستخدم في الدليل Z:/ وأراد التوجه إلى D:/ يكفي طباعة D: في المحث.